# جف آدرین
جف آدرین (انگلیسی: Jeff Adrien؛ زادهٔ ۱۰ فوریهٔ ۱۹۸۶) بازیکن بسکتبال اهل ایالات متحده آمریکا است.
از باشگاه‌هایی که در آن بازی کرده‌است می‌توان به مینه‌سوتا تیمبرولوز، گلدن استیت واریرز، باشگاه بسکتبال برئوگان، هیوستون راکتس، میلواکی باکس، یونیورسو ترویزو، و شارلوت هورنتس اشاره کرد.